# Årlige omkostninger i procent
Årlige omkostninger i procent, eller forkortelsen ÅOP, er et udtryk for alle årlige reelle omkostninger (udtrykt i procent) i forbindelse med et lån og skal oplyses overfor forbrugeren i alle kreditforhold.
ÅOP udtrykker ikke blot et låns rente, men også de med lånet forbundne omkostninger, hvad enten det drejer sig om etableringsomkostninger, herunder også tinglysningsomkostninger, forsikringsgebyrer eller løbende opkrævningsgebyrer etc.
ÅOP kan kun bruges til at sammenligne lån med samme løbetid og evt. samme størrelse.
Det er endvidere vigtigt at bemærke at gebyrer ikke altid er fradragsberettigede. To forskellige lån med samme ÅOP og løbetid kan derfor godt vise sig at være meget forskellige når man beregner den endelige ydelse efter skat.